# Дов Кармі
Дов Кармі (івр. דב כרמי‎, 1905, Одеса, Російська Імперія — 14 травня 1962, Тель-Авів, Ізраїль) — відомий ізраїльський архітектор, лауреат Державної премії Ізраїлю по архітектурі.

## Біографія
Дов Кармі народився в Одесі, в єврейській сім'ї. Репатріювався в Палестину в 1921 році. У 1925 році поїхав до Бельгії, де вивчав архітектуру і будівельну справа до 1930 року. Після повернення в Палестину він працював з Меїром Рубіним в Єрусалимі поки не переїхав до Тель-Авіва у 1932 році. 
У 1951—1955 роках заснував архітектурний кооператив. 
З 1955 по 1962 рік був партнером в фірмі Кармі-Метцнер-Кармі. 
У 1957 році отримав Державну премію Ізраїлю за проект адміністративного корпусу Єврейського університету, Гиват Рам, в Єрусалимі. У тому ж році він отримав премію імені Рокаха за проект будівлі банку Сахар Хуц на бульварі Ротшильда в Тель-Авіві, Ізраїль.
Помер 14 травня 1962 року в Тель-Авіві.